# Le Prochain Village
Le Prochain Village (Das nächste Dorf) est une nouvelle de l'auteur germanophone Franz Kafka publiée en 1920 dans le recueil de nouvelles Un Médecin de campagne.

## Résumé
Le narrateur retrace certains propos de son grand-père. Celui s'injurie que son fils veuille aller jusqu'au prochain village. Il pense que la vie est courte et que rien ne sert de partir si loin et de prendre tant de risques de la perdre.

## Analyse
Il s'agit ici d'une esquisse de l’expérience subjective et déformée de l'espace et du temps propre aux chaos des rêves. Cette parabole peut se lire comme une parabole de la théorie de la relativité, où l'espace et le temps restent liés à facteurs externes et ne sont pas des grandeurs fixes.
La relativisation de l'espace et du temps est un thème caractéristique de plusieurs nouvelles de Kafka. On peut citer par exemple Un Message Impérial, Devant la Loi, Un Rapport pour une académie ou Une Confusion quotidienne.